# Acanthoscelides obsoletus
Acanthoscelides obsoletus är en skalbaggsart som först beskrevs av Thomas Say 1831.  Acanthoscelides obsoletus ingår i släktet Acanthoscelides och familjen bladbaggar. Inga underarter finns listade i Catalogue of Life.